# 拓跋后那
拓跋后那（?—?），唐朝时党项首领。
拓跋后那被唐朝任命為静边州都督，押淳、恤等十八州部落使，兼防河军大使，赠银州刺史。 
- 祖先拓跋木弥
- 祖父拓跋立伽，大将军，十八州部落使
- 父親拓跋罗胄，右监门卫将军，押十八州部落使，充防河军大使
- 兒子拓跋思泰，左金吾卫大将军，兼静边州都督防御使，西平郡开国公，赠特进、左羽林军大将军
- 孫子拓跋守寂，右监门都督，西平公，容州刺史，领天柱军使
- 曾孫拓跋澄澜、拓跋澄峴，玄孫拓跋乾晖